# Soriana Súper
Soriana Súper es un formato de tienda creado en el año 2008 por Organización Soriana, derivado de la compra de las tiendas Gigante a Soriana, convirtiendo la mayoría de sus sucursales a los formatos de tienda Soriana Híper y Soriana Mercado.

## Historia

### 2006 - 2008
Como parte de su estrategia multiformato por parte de Organización Soriana, en el año 2006 surge un nuevo concepto de tienda en la ciudad de Puerto Vallarta, Jalisco (Soriana Playa de Oro), localmente conocido como Soriana Súpermercado, esto debido al tamaño de la sucursal y al sector de la zona, cuyo concepto de tienda consiste en un supermercado de menor tamaño de piso de ventas que ofrece al consumidor compras ágiles y rápidas a través de productos de consumo diario., pero no fue hasta el año 2008 cuando Organización Soriana compra un total de 199 tiendas de la cadena de supermercados Gigante, propiedad de Grupo Gigante por una cantidad de 1,350 millones de dólares (mdd). en sus formatos Gigante, Bodega Gigante, Súper Gigante y Súper MAZ a nivel nacional, dicho a esto Soriana convierte la mayoría de las tiendas del formato Gigante en Soriana Híper, mientras que la mayoría de los Bodega Gigante se convierten en Mercado Soriana, por lo que debido a esto, las demás tiendas del formato Super Gigante y Súper MAZ, así como algunas tiendas de los formatos Gigante y Bodega Gigante menores a 3,500 m2. salieron sobrando, en el que gracias a este suceso el 29 de febrero de 2008 se originan las nuevas tiendas del nuevo concepto de Soriana llamadas Soriana Súper, esto a través de las tiendas Gigante (especialmente las del formato Súper Gigante y Súper MAZ) que contaban con un piso de venta menor a 3,500 m2., las cuales Soriana asimiló para la creación del formato y que antes la compañía aún no manejaba ningún formato de supermercado de menor tamaño., por lo que ciudades mexicanas como Tijuana, Baja California, donde había una gran cantidad de 27 tiendas del formato Súper Gigante más dos tiendas Gigante, las cuales las 29 sucursales fueron transformadas al concepto Soriana Súper, a la par en el suroeste de México se convierten las 7 tiendas del concepto Super MAZ ubicadas principalmente en la ciudad de Mérida, Yucatán.
A comienzos del año 2008, tras consumar la adquisición de las Gigante, especialmente durante los meses de abril y mayo del mismo año empieza la transformación de estas tiendas, comenzando con la sucursal de Soriana Súpermercado Playa de Oro en Puerto Vallarta, Jalisco, la cual pasó a llamarse oficialmente Soriana Súper Playa de Oro tras dicha adquisición. Asimismo pasaron al formato Soriana Súper algunas tiendas bajo el concepto de hipermercado que contaban con una superficie de piso de ventas menor a los 5,000 m2., como los casos de Soriana Bugambilias en el municipio de Zapopan, Jalisco (aunque en ese momento dicha sucursal aún mantenía en pseudónimo de Hiperama desde su inauguración en el año de 1994 hasta 2016 cuando pasó a su nombre oficial Soriana) y Soriana San Agustín del municipio de San Pedro Garza García, Nuevo León, en el que más adelante, Soriana comienza a transformar las tiendas Gigante menores a 3,500 m2. en Soriana Súper principalmente en la Ciudad de México (donde la compañía hasta ese momento no tenía presencia más que una única sucursal en la Delegación Iztapalapa con la tienda Soriana Mercado Ermita, la cual fue inaugurada en 2007) así como en los Estados de Baja California Norte, Campeche, Chiapas (la cual a finales de agosto de 2018 se fue de dicho Estado al cerrarse su única sucursal Soriana Súper Tuxtla Boulevard de la ciudad de Tuxtla Gutiérrez), Estado de México, Guanajuato, Guerrero, Jalisco, Morelos (donde Soriana incursiona por primera vez en dicha entidad al transformar la única sucursal de Bodega Gigante del municipio de Cuernavaca en Soriana Súper, que ahora quedó como Soriana Súper Cuernavaca), Nayarit, Nuevo León, Quintana Roo, Tabasco, Tamaulipas, Yucatán y Zacatecas, en el que por dicha adquisición de tiendas, Soriana (a través de su formato Soriana Súper) logró llegar a ciudades del país donde no tenía presencia, tales como Tecate y Ensenada, ambos en Baja California; Campeche, Campeche (Más tarde reconvertida al formato Soriana Express en el año 2013); San Miguel de Allende, Guanajuato; Cuernavaca, Morelos; Cozumel, Quintana Roo y Valladolid, Yucatán (Más tarde reconvertida al formato Soriana Express en septiembre de 2011), así como reforzar su presencia en ciudades donde la compañía ya tenía presencia como los casos de las ciudades de Guadalajara, Jalisco; Monterrey, Nuevo León; Tijuana, Baja California Norte y Mérida, Yucatán donde en cada una de las mismas, y previo a su adquisición, se contaban con una cantidad considerable de Tiendas Gigante.

### 2008 - 2011

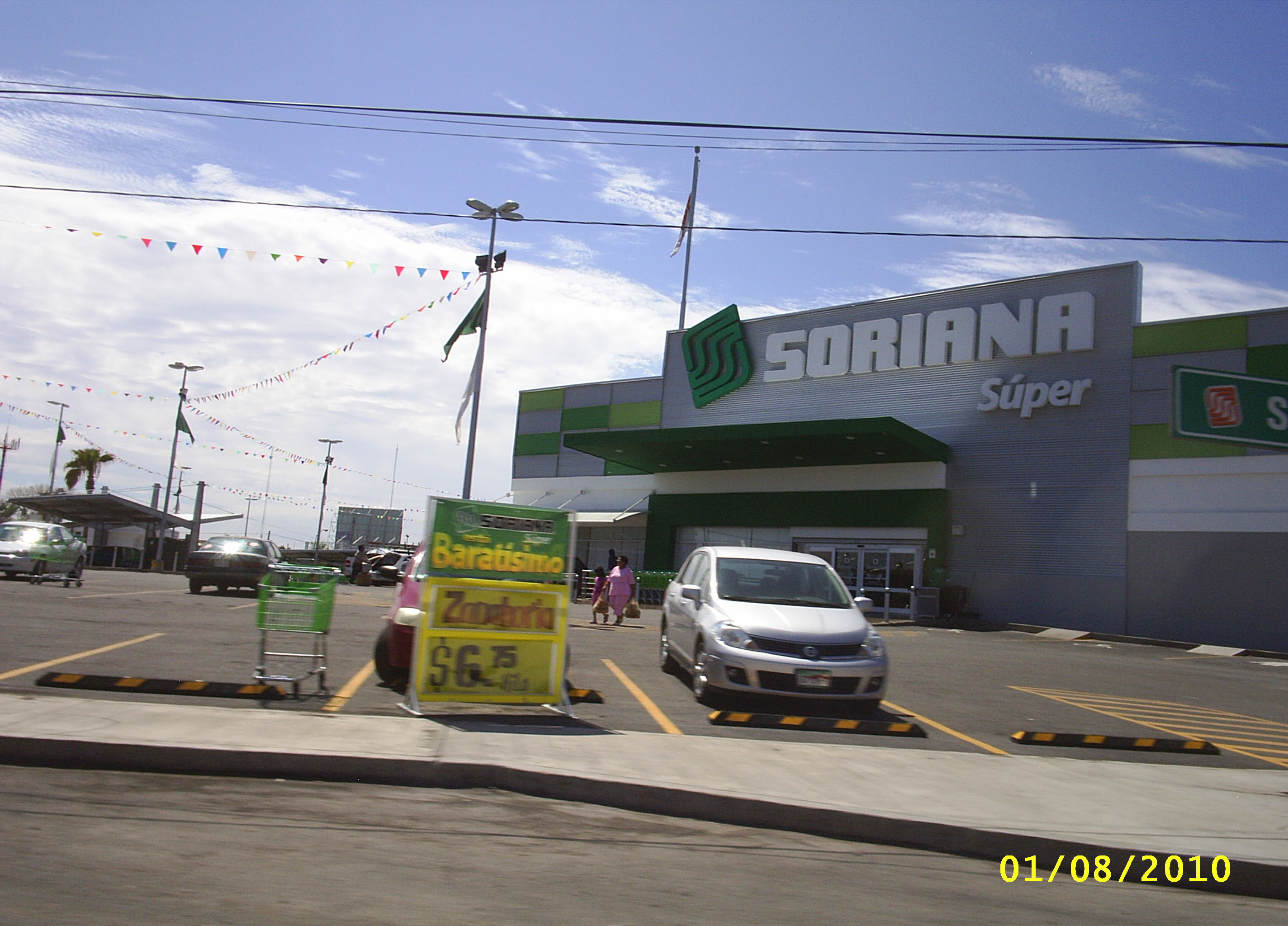
Soriana Súper Los Ángeles, en Torreón, Coahuila, inaugurada el 7 de julio de 2011.

Ahora como parte de la expansión y estrategia multiformato de Soriana, en diciembre de 2008 se inaugura la primera tienda oficialmente del concepto Soriana Súper, en la ciudad de Torreón, Coahuila (Soriana Súper La Aurora) con una inversión de 39 millones 933 mil 244 pesos., en el que con ello, Soriana inicia proceso de apertura oficial de su formato Soriana Súper al llegar a Estados de la República Mexicana como San Luis Potosí (Soriana Súper Chapultepec 1200 en la ciudad de San Luis Potosí) y Sonora (Soriana Súper Altares en la ciudad de Hermosillo) así como sumar nuevas sucursales a Estados como Ciudad de México, Guanajuato, Jalisco y Nuevo León., por lo que para el año 2010, Soriana comenzó a abrir varias tiendas del formato Súper a lo largo de la República Mexicana, entre ellas la apertura de Soriana Súper Plaza Tutuli del municipio de Ciudad Obregón, Sonora, cuya apertura se llevó a cabo el 10 de marzo de 2010, así como también la apertura de una nueva sucursal de Soriana Súper en el Área Metropolitana de Guadalajara en el municipio de San Pedro Tlaquepaque (Soriana Súper Espacio Tlaquepaque) a mediados del mismo año. Asimismo, El 8 de julio de 2010, Soriana abre sus primeras tiendas del formato Súper en las ciudades de Guanajuato (Soriana Súper San Javier, el cual es la primera tienda de la capital guanajuatense, tanto de la compañía Soriana como del formato Súper, con la cual a su vez Soriana incursiona por primera vez en la ya mencionada ciudad capital guanajuatense) y Celaya (Soriana Súper Celaya Centro), ambas del Estado de Guanajuato. El 7 de julio de 2011 se abre la segunda tienda del formato Soriana Súper en Torreón, Coahuila (Soriana Súper Los Ángeles), siendo esta la décima de la ciudad y la decimoséptima tienda en la Comarca Lagunera, cuya tienda cuenta con una superficie de 3,500 metros cuadrados de piso de ventas, y el 8 de septiembre del mismo año Soriana abre un nuevo estilo de tienda similar a Soriana Súper denominado "Soriana Súper Marne", esto en el municipio de San Pedro Garza García, Nuevo León con un modelo lay out, contando con una inversión de 70 millones de pesos (mdp) y con un piso de venta de 2,230m2.

### 2011 - 2019

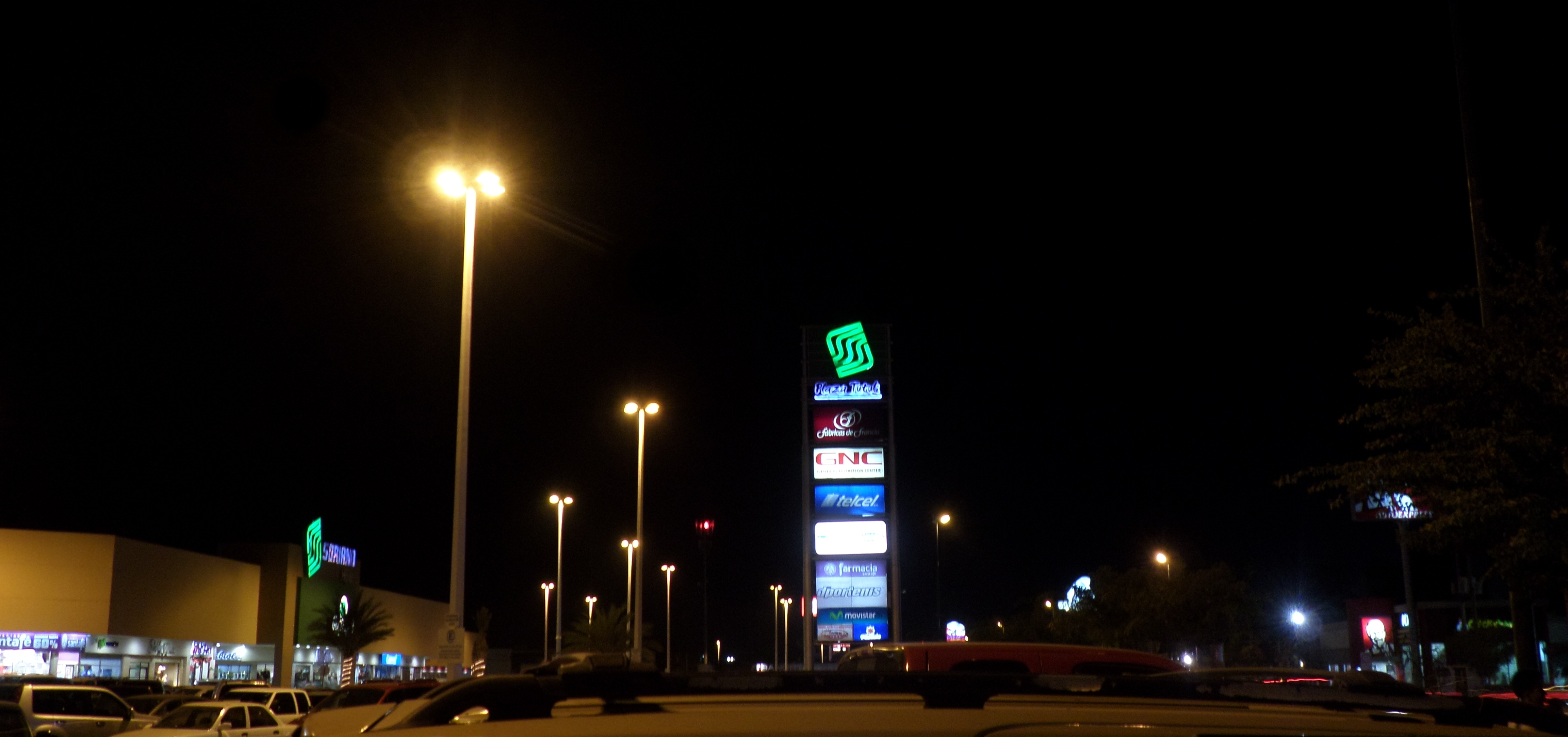
Soriana Súper Plaza Tutuli, en Ciudad Obregón, Sonora, inaugurada el 10 de marzo de 2010 y reconvertida al formato Híper a mediados de 2013.

Entre los años 2011 y 2013 Soriana empezó a reorganizarse para mejorar la rentabilidad en tiendas y con ello se realizaron ajustes en todos sus formatos, a través del cambio de formato de tiendas a algunas sucursales a lo largo del país, cuyo cambio de formato se debe principalmente cuando la sucursal genera mayor o menor demanda a la que cubre la tienda, cuya condición afectó a algunas tiendas del formato Soriana Súper, por lo que a mediados del año 2011 la sucursal Soriana Súper Valladolid de la ciudad de Valladolid, Yucatán (antes Súper MAZ de Grupo Gigante) fue cambiada al formato Soriana Express debido al tamaño de población de la localidad yucateca así como la ubicación de la sucursal. Asimismo, en el mes de octubre de 2012, algunas sucursales de Soriana Súper ubicadas en el Área Metropolitana de Guadalajara, Jalisco como los casos de las tiendas Soriana Súper Bugambilias (Sucursal de Soriana que anteriormente se le conoció con el pseudónimo de Hiperama a partir de su inauguración en el año de 1994 hasta mediados del año 2016 cuando la sucursal fue nombrada de forma oficial a Soriana); Soriana Súper Américas (Antes Gigante); Soriana Súper Águilas (Antes Gigante) y Soriana Súper Plaza Patria (Antes Gigante, la cual cerró sus puertas el 30 de junio de 2015 para luego ser reemplazada por una tienda City Market en 2017, esto debido a la finalización de contrato de arrendamiento con el centro comercial Plaza Patria) fueron cambiadas al formato Soriana Híper, esto debido a la alta demanda que generaban cada una de ellas en sus respectivas ubicaciones en ese momento, así como la sucursal Soriana Súper San Agustín del Área Metropolitana de Monterrey, la cual fue reconvertida al formato Híper por la alta demanda que generaba la sucursal en su momento. A mediados del 2013, las sucursales de Soriana Súper Campeche Plaza Universidad de la ciudad de Campeche, Campeche  y Soriana Súper Granada de la ciudad de Comalcalco, Tabasco fueron convertidas a Soriana Express esto debido a la baja demanda que percibían ambas sucursales, mientras que las sucursales de Soriana Súper Plaza Tutuli de Ciudad Obregón, Sonora y Soriana Súper Satélite de Ciudad Victoria, Tamaulipas, por la alta demanda que generaron cada una de las dos sucursales en sus respectivas ubicaciones, fueron convertidas al formato Soriana Híper.
A mediados del mes de julio de 2012 se inaugura al público la tercera tienda del formato Súper en la ciudad de Torreón, Coahuila (Soriana Súper Monterreal) ubicada al oriente de la ciudad ya mencionada perteneciente a la Comarca Lagunera. El 14 de marzo de 2013 se abre la sucursal de Puerto Progreso, Yucatán, inicialmente con el formato de Soriana Express, en el que un año más tarde, debido a la alta demanda que generó la sucursal, es reconvertida al formato Soriana Súper, que ahora queda como Soriana Súper Puerto Progreso. El 10 de octubre del mismo año, Soriana Súper llega al Estado de Baja California Sur con la apertura de sus dos tiendas Soriana Súper Mezquito y Soriana Súper Camino Real, ambas en la ciudad de La Paz, siendo estas sus dos primeras sucursales bajo el formato Soriana Súper en establecerse en la ciudad capital, y por ende, en dicha entidad federativa, con inversión de más de 164 millones de pesos en la construcción e instalación de ambas sucursales. y a finales del mismo año, el 26 de noviembre abre su primera tienda del formato Súper en el municipio de Escobedo, Nuevo León (Soriana Súper Cerradas de Anáhuac), y poco tiempo después, Soriana Súper incursiona por primera vez en el Estado de Chihuahua con la apertura de su primera sucursal del Estado, denominado Soriana Súper Ojinaga esto en el municipio fronterizo de Ojinaga. El 11 de septiembre de 2014 Soriana crea un nuevo concepto de tienda de su formato Soriana Súper denominado Soriana Súper VIP, principalmente en el Área Metropolitana de Monterrey, Nuevo León, con la apertura de la sucursal Soriana Súper Plaza Nativa.
A finales de 2014 e inicios de 2015 Soriana cambia de imagen mediante todos sus formatos de tienda que en ese momento manejaba la compañía (Soriana Híper, Soriana Súper, Soriana Mercado y Soriana Express), y con ello a mediados del mes de agosto de 2014 se abre la sucursal Soriana Súper San Agustín en el municipio de Tlajomulco de Zúñiga, Jalisco (municipio perteneciente al Área Metropolitana de Guadalajara), siendo esta la primera tienda tanto del formato como de la compañía a nivel nacional en inaugurarse con la nueva imagen de la cadena comercial, además de comenzar a modernizar y actualizar algunas de sus unidades ya existentes en sus diseños de interiores, esto con el objetivo de adaptar al consumidor al cambio de imagen corporativo. En el año 2015, Soriana compra las 4 sucursales del minisuper local "Fruterías del Sol", ubicadas en la ciudad de San Luis Río Colorado, Sonora, convirtiéndolas al formato Súper, cuyo resultado de dicha adquisición ahora quedaron bajo los emblemas de Soriana Súper Calle 12; Soriana Súper Calle 26; Soriana Súper Obregón y Soriana Súper Constitución SM, todos ubicados dentro de la ya mencionada ciudad fronteriza sonorense. En abril del mismo año se abre la sucursal  Soriana Súper Plaza Serena al sur de la ciudad de Monterrey, Nuevo León, siendo a su vez la sucursal 81 del Estado de Nuevo León, con la cual se aplicó una inversión de 38 millones de pesos para su construcción. El 9 de julio del mismo año, se inaugura al público la sucursal Soriana Súper Citadina Las Puentes en el municipio de San Nicolás de los Garza, Nuevo León como ancla principal de la plaza comercial Citadina Las Puentes.
El 26 de julio de 2016, Soriana abre una sucursal de su formato Soriana Súper en la ciudad de Guadalajara, Jalisco en el complejo habitacional Cititower (Soriana Súper Cititower), cuya tienda, al contar con instalaciones modernas en sus interiores dentro de su concepto de supermercado, adicionalmente cuenta con una superficie de piso de ventas de 1,296 mts2, en el cual se realizó una inversión de $38.9 millones de pesos para llevar a cabo su construcción e instalación.
Como parte de los ajustes de sucursales de Soriana, el 16 de febrero de 2017 se cierra la sucursal de Soriana Súper Plaza Fiesta en la ciudad fronteriza de Matamoros, Tamaulipas, cuya tienda anteriormente formaba parte de las Tiendas Gigante bajo su formato Súper Gigante, cuyo motivo del cierre de sucursal fue por sus bajas ventas a consecuencia de que dentro del centro comercial Plaza Fiesta Matamoros ya se contaba con otra tienda Soriana dentro de la misma, en ese caso Soriana Híper Matamoros Plaza Fiesta, siendo posteriormente reemplazado en su espacio por una tienda departamental Del Sol. Un año más tarde, en 2018, como consecuencia de estos ajustes de la empresa derivadas de las adquisiciones de Gigante y Comercial Mexicana, la compañía ha tenido que cerrar varias sucursales del formato Soriana Súper a lo largo de la República Mexicana para adaptar estos ajustes aplicados, y, por falta de rentabilidad y bajas ventas, a finales del mes de agosto de 2018 termina operaciones y se cierra definitivamente la sucursal de Soriana Súper Tuxtla Boulevard de la ciudad de Tuxtla Gutiérrez, Chiapas (la cual anteriormente fue una tienda Gigante bajo su formato Bodega Gigante), provocando con ello que el formato Soriana Súper abandonara de forma oficial y definitiva el Estado de Chiapas esto al ser la única sucursal del formato de dicho Estado. A finales del mismo año finalizaron operaciones y se cerraron definitivamente las sucursales Soriana Súper Tlaquepaque del Área Metropolitana de Guadalajara, Jalisco en el municipio de San Pedro Tlaquepaque y Soriana Súper Plaza Las Américas de la zona conurbada de Toluca, Estado de México en el municipio de Metepec, debido a bajas ventas a consecuencia de que, en ambos casos, ya se contaban en sus cercanías otras sucursales de Soriana con la entonces recién adquisición de Comercial Mexicana, cuyas sucursales en cercanía a las tiendas cerradas son las sucursales MEGA Soriana Forum Tlaquepaque y MEGA Soriana Metepec (actualmente Soriana Híper Metepec desde 2023) respectivamente, las cuales actualmente se encuentran en operación al reemplazar en sus respectivas zonas las sucursales cerradas que tenían el emblema de Soriana Súper.
Luego de la compra de Comercial Mexicana, en 2018, Soriana decide transformar algunas de sus sucursales de tienda Comercial Mexicana al formato Soriana Súper, esto debido a la densidad menor de las sucursales y a sus ubicaciones en zonas residenciales u hoteleras, siendo en estos casos las sucursales ubicadas en las ciudades de Acapulco, Guerrero (Soriana Súper Acapulco Costa Azul) y Cancún, Quintana Roo (Soriana Súper Cancún Tulúm) las que se llevaron a cabo dicha transición. Para el año 2019, en el mes de julio, Soriana empezó a crear un nuevo prototipo renovado del formato Soriana Súper que consta de un supermercado gurmé y con ello se abre al público la sucursal Soriana Súper Town Square Metepec, en el municipio de Metepec, Estado de México (municipio perteneciente a la Zona Conurbada de Toluca), cuya sucursal, como tienda ancla del centro comercial Town Square Metepec, cuenta con una superficie de piso de venta de 3,400 m2. que se encarga de ofrecer al consumidor productos nacionales e importados (alimentos gurmé, carnes exóticas y panadería artesanal, entre otros) adicionales a lo que regularmente ofrece el formato regular de Soriana Súper.

### 2020 - Actualidad

#### 2020 - 2021
En 2020 inicia con un proceso de reestructuración donde la compañía decide que tienda será cerrada o cuales serán remodeladas, un año después renueva sucursales como la sucursal Costa Azul en Acapulco, Guerrero. El 15 de enero del mismo año Soriana Súper llega a la ciudad de Los Cabos, Baja California Sur con la apertura de su sucursal Soriana Súper Misión San José en el municipio de San José del Cabo, esto bajo el nombre de Soriana Supermarket cuya sucursal con una superficie de piso de venta de 2,100 m2, consta de un concepto renovado de supermercado tipo fresh market que ofrece al consumidor, adicionalmente a lo que ofrece el concepto Súper, productos de alto valor como vinos o alimentos gurmé. El 1 de mayo del mismo año, en tiempos de Pandemia de COVID-19 en México, se cierra la sucursal Soriana Súper Playa de Oro en Puerto Vallarta, Jalisco (sucursal por el cual empezó el formato Soriana Súper a nivel nacional), cuyo cierre de sucursal se deriva de las condiciones por parte de la COFECE en relación con la compraventa de Comercial Mexicana a Soriana, siendo más tarde reemplazado en su espacio por una tienda Chedraui en septiembre del mismo año, y el 23 de septiembre de 2020, se cierra temporalmente la sucursal Soriana Súper Gavilanes en el municipio de Guadalupe, de la Zona Metropolitana de Zacatecas para dar paso a una reconstrucción desde cero de un nuevo complejo comercial por parte de Soriana denominado Soriana Gavilanes, cuyo complejo comercial se reabre al público un año más tarde, el 22 de septiembre de 2021, cuyo complejo consta de un club de precios City Club (su primera tienda del formato en el Estado de Zacatecas) y una tienda Soriana Súper totalmente renovada y reconstruida con un concepto moderno y gurmé como tiendas ancla.
El 28 de octubre de 2021, Soriana Súper llega por primera vez al Estado de Colima con la inauguración de su primera tienda en su tipo con la sucursal Soriana Súper Sendera Colima en el municipio de Villa de Álvarez (municipio perteneciente al Área Metropolitana de Colima-Villa de Álvarez), cuya sucursal, al ser una de las tiendas ancla del centro comercial Sendera Colima Hábitat Urbano en el que a su vez es la séptima tienda de la compañía en establecerse en el Estado de Colima, consta de un concepto de supermercado del tipo fresh market, el cual cuenta con una superficie de piso de ventas de 2,897 m2.

#### 2023
En el año 2023, como parte de la reestructuración empresarial de la compañía y también como parte de su expansión geográfica, Soriana ha realizado aperturas y remodelaciones de tiendas existentes a lo largo del territorio mexicano, y con ello se han realizado varias aperturas de tiendas nuevas bajo el formato de Soriana Súper, comenzando por la ciudad fronteriza de Ciudad Juárez, Chihuahua, la cual el 17 de mayo de 2023 Soriana Súper llega a dicha ciudad fronteriza chihuahuense y con ello abre su primera tienda en su tipo en el centro comercial Alameda Iglesias (Soriana Súper Alameda Iglesias),  cuya apertura fue producto de la demolición de la antigua sucursal Soriana Híper Iglesias (antiguamente Carrefour), la cual cerró temporalmente el 2 de febrero de 2020 para llevar a cabo la construcción del centro comercial Alameda Iglesias, por lo cual se invirtió 284 millones de pesos, en el que a raíz de esto, Soriana Súper comenzó a sumar nuevos departamentos exclusivos del formato, esto a partir de la apertura de dicha sucursal de Ciudad Juárez, Chihuahua, tales como un nuevo concepto de alimentos preparados bajo el nombre de Tex Mex, el cual se dedica a servir al consumidor platillos de dicha índole con menús especializados en BBQ, fritos y rostizados, así como una fábrica de donas y una cámara fría que ofrece al consumidor cervezas, tanto artesanales como comerciales., en el que más tarde, el 26 de octubre del mismo año la compañía abre una tienda en su tipo en la ciudad fronteriza de Nuevo Laredo, Tamaulipas con la sucursal Soriana Súper López de Lara, el cual su apertura en realidad fue a consecuencia del cambio de domicilio por parte de Soriana de su sucursal original Soriana Súper Maldonado (que anteriormente formaba parte de las Tiendas Gigante y tiempo atrás Supermercado Maldonado), la cual cerró a principios del mes de marzo de 2023 para llevar a cabo dicha reubicación de sucursal. El 24 de noviembre del mismo año Soriana Súper llega a la ciudad de Saltillo, Coahuila con la apertura de su sucursal Soriana Súper Campestre Saltillo, siendo esta la primera sucursal en su tipo en la ciudad capital del Estado de Coahuila y a finales del mismo año, el 21 de diciembre de 2023, se abre la segunda sucursal del formato Soriana Súper en el municipio fronterizo de Ciudad Juárez, Chihuahua con la sucursal de Soriana Súper Talamás, la cual cuenta con una superficie de 3,700 m2. en su piso de ventas. También, en ese misño año, la compañía ha remodelado 5 tiendas del formato Soriana Súper de las 47 sucursales ya existentes de sus diferentes formatos a nivel nacional, entre los cuales están dos tiendas del formato Súper ubicadas en la ciudad fronteriza de Tijuana, Baja California; así como las sucursales de Soriana Súper La Luna de la ciudad de Cancún, Quintana Roo; Soriana Súper San Miguel de Allende de la ciudad de San Miguel de Allende, Guanajuato y Soriana Súper Tepic La Loma de la ciudad de Tepic, Nayarit. Sin embargo, a finales del mes de octubre de 2023, como consecuencia del desastre natural del Huracán Otis y los daños causados por dicho huracán, son cerradas de forma temporal todas las sucursales Soriana de la ciudad de Acapulco, Guerrero, entre ellas las dos tiendas Soriana Súper existentes de la ciudad de Acapulco y, por ende, de todo el Estado de Guerrero (Soriana Súper Acapulco Sol y Soriana Súper Acapulco Costa Azul), reaundando paulatinamente sus operaciones en el puerto de Acapulco el 16 de noviembre del mismo año con la reapertura de Soriana Súper Acapulco Costa Azul, y junto con ella se comenzaron a reaperturar las sucursales de sus formatos hermanos Soriana Híper Sendero Acapulco, Soriana Híper Acapulco Vista Alegre y Soriana Express Pie de la Cuesta, mientras que la sucursal Soriana Súper Acapulco Sol, por los daños causados en el desastre natural del Huracán Otis, actualmente se encuentra temporalmente cerrada al público.  El 31 de diciembre del mismo año, finaliza operaciones y se cierra definitivamente la sucursal de Soriana Súper Agua Caliente de la ciudad fronteriza de Tijuana, Baja California.

#### 2024
En el año 2024, Soriana Súper continúa su plan de expansión y con ello se inaugura la segunda tienda del formato Súper en la ciudad de Mexicali, Baja California bajo el nombre de sucursal Soriana Súper Alameda Terrazas, cuya apertura se llevó a cabo el 22 de febrero de 2024. Posteriormente, el 30 de mayo del mismo año Soriana Súper llega a la ciudad capital de Chihuahua con la apertura de la sucursal Soriana Súper JM Iglesias, cuya sucursal cuenta con una superficie de 2,916 m² en su piso de ventas, siendo esta la primera sucursal del formato Soriana Súper en aperturarse en la ciudad capital del Estado de Chihuahua. Más tarde, el 6 de junio del mismo año, en la misma ciudad capital de Chihuahua se inaugura su segunda sucursal del formato Súper en el fraccionamiento Romanzza (Soriana Súper Romanzza), siendo a su vez la sucursal 14 de la ciudad capital y la sucursal 35 de la compañía en establecerse en el Estado de Chihuahua.
El 17 de octubre de 2024, Soriana Súper se expande en la ciudad fronteriza de Ciudad Juárez, Chihuahua con la apertura de Soriana Súper Ribera del Lago siendo esta la tercera sucursal bajo el formato de supermercado así como la sucursal #14 de la compañía en establecerse en dicha ciudad fronteriza chihuahuense, el cual cuenta con un piso de ventas de 2,500 metros cuadrados a través del cual se aplico una inversión de 174 millones de pesos para llevar a cabo la edificación de la sucursal ubicada al sur de Ciudad Juárez, que gracias a su apertura, el formato Soriana Súper logró aumentar su presencia y consolidar su expansión en Ciudad Juárez, Chihuahua.

#### Actualidad
Actualmente, el formato Soriana Súper cuenta con 134 sucursales, los cuales se encuentra presente en 22 Estados de la República Mexicana.

## Modelo de tienda

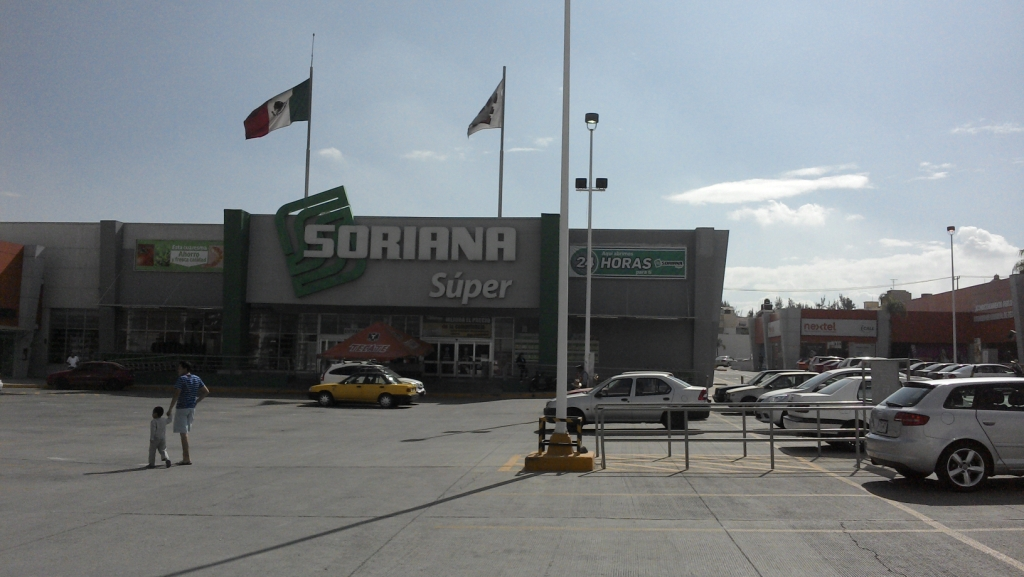
Soriana Súper Espacio Tlaquepaque, del municipio de Tlaquepaque, Jalisco (municipio perteneciente al Área Metropolitana de Guadalajara), la cual fue inaugurada en 2010.

El formato Soriana Súper regularmente consta de un concepto de supermercado con piso de ventas que van desde los 500 m2 hasta los 3,500 m2, el cual se creó con el objetivo de ofrecer compras ágiles y rápidas al consumidor con respecto a sus formatos hermanos de hipermercado, Mercado y Express, los cuales en cada una de sus tiendas cuentan con departamentos que manejan productos de uso diario, tales como abarrotes comestibles y no comestibles, carnes, pescados y mariscos, frutas y verduras, vinos y licores, salchichonería, panadería, pastelería, alimentos preparados, perfumería, farmacia, artículos de higiene y belleza y artículos para el hogar. En algunas sucursales con áreas mayores a 3,000 m2. de piso de ventas, cuenta con zona de comida, mientras que en algunas otras sucursales que necesariamente se encuentren en zonas con ingresos medio-alto y alto manejan, como valor agregado, productos de alto valor como vinos importados, alimentos gurmé, carnes y pescados exóticos, panadería artesanal y productos orgánicos. A partir de mayo de 2023 -y con la apertura de Soriana Súper Alameda Iglesias de Ciudad Juárez, Chihuahua- Soriana Súper comenzó a sumar nuevos departamentos exclusivos del formato, tales como Tex Mex (un nuevo concepto de alimentos preparados que se dedica a manejar menús basados en BBQ, fritos y rostizados), Fábrica de Donas y Cámara de Cerveza (la cual ofrece al consumidor cervezas artesanales y comerciales), cuyos nuevos departamentos, momentáneamente, fueron definidos exclusivamente para las aperturas recientes que se realizaron en las ciudades del Norte de México durante los años 2023 y 2024, tales como Ciudad Juárez, Chihuahua; Nuevo Laredo, Tamaulipas; Saltillo, Coahuila; Mexicali, Baja California y Chihuahua, Chihuahua. A diferencia de sus formatos hermanos, y por ser del formato supermercado, no ofrece ropa, calzado, enseres menores ni artículos electrónicos.
Cada sucursal del formato cuenta con un piso de venta promedio de 2,500 m2. y se ubica tanto en zonas y/o plazas comerciales donde no es posible ubicar una tienda del formato Soriana Híper, como en zonas con población de ingreso medio-alto como lo pueden ser fraccionamientos residenciales y/o complejos de usos mixtos como torres habitacionales, zonas hoteleras o plazas comerciales del tipo strip malls que cuenten con torres de oficinas. También, en algunas raras ocasiones, se ubican en ciudades y/o poblaciones menores a los 150,000 habitantes, siempre y cuando se cuente con alguna zona donde predomine el sector socioeconómico medio y medio-alto.

### Competidores
A nivel nacional, Soriana Súper compite empresarial y directamente con formatos de tienda similares en el rubro:
- Walmart de México y Centroamérica con su formato Walmart Express, que anteriormente era el formato de tiendas prémium Superama hasta su desaparición en octubre de 2020.[61]
- Grupo Comercial Chedraui con sus formatos Súper Chedraui, Selecto Super Chedraui y Selecto Supercito Chedraui.
- Grupo La Comer, principalmente con sus formatos Fresko y Sumesa, mientras que el formato premium del grupo City Market sólo compite con aquellas sucursales del formato Soriana Súper ubicadas en zonas o colonias donde predomine el nivel socioeconómico alto.

Mientras que a nivel regional, Soriana Súper compite directamente con tiendas similares, tales com:
- Grupo Futurama con sus formatos Alsuper, Alsuper Plus y Fresh Market by Alsuper, en los Estados del norte de México como Chihuahua, Coahuila y Zacatecas.
- Calimax con sus formatos Calimax y Calimax Plus, esto en el Estado de Baja California Norte así como en la ciudad de San Luis Río Colorado, Sonora.
- Casa Ley con sus formatos Súper Ley, Súper Ley Express Fresh y Fresh Market Ley, en los Estados del Noroeste tales como Baja California, Baja California Sur, Nayarit y Sonora.
- S-Mart en los Estados de norte y noreste como Chihuahua, Nuevo León y Tamaulipas.
- Súper Akí en los Estados del sureste mexicano como Campeche, Quintana Roo y Yucatán.
- Arteli en su formato Arteli y Arteli Más, en los Estados del Noreste como San Luis Potosí y Tamaulipas. Sin embargo, el 14 de diciembre de 2022, las 36 sucursales del Grupo Arteli fueron adquiridas por la cadena veracruzana Grupo Comercial Chedraui.[62]

## Reconversión de sucursales

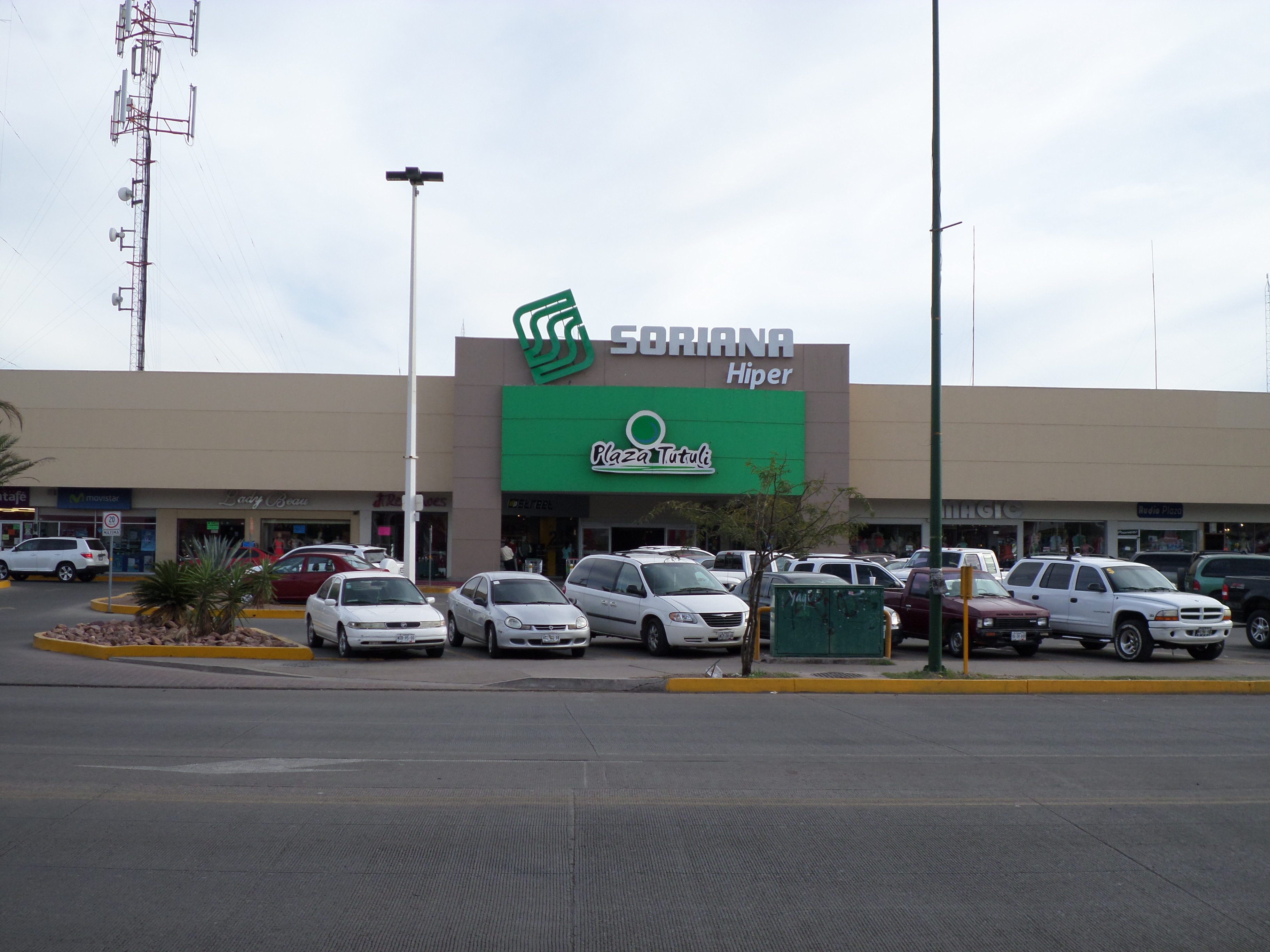
una ex sucursal de Soriana Súper reconvertida al formato Soriana Híper de Plaza Tutuli, del municipio de Ciudad Obregón, Sonora cuya reconversión se llevó a cabo a mediados del 2013.

A partir del año 2011, Soriana comenzó a realizar varias reconversiones de sus sucursales, entre ellos del formato Súper, sin embargo, dichas reconversiones a dichos formatos a menudo son causados, ya sea por el tamaño de demanda que cubre la sucursal en la zona donde se ubica, por el número de ventas que generan las mismas o también por renovaciones que la compañía ha realizado a algunas sucursales a lo largo del país.
En el estado de Yucatán, en el municipio de Valladolid, la sucursal Soriana Súper Valladolid (anteriormente Súper Maz del Grupo Gigante) fue reconvertida al formato Soriana Express en septiembre del mismo año, esto debido al tamaño de población y a la ubicación de la sucursal.
Posteriormente a esto, en octubre del 2012, cuatro sucursales del formato Soriana Súper del Área Metropolitana de Guadalajara, Jalisco como lo fueron en su momento Soriana Súper Bugambilias, Soriana Súper Águilas, Soriana Súper Plaza Patria y Soriana Súper Américas, fueron convertidas al formato Soriana Híper, esto debido a la alta demanda que cada una generaban en sus respectivas ubicaciones. En ese mismo año, la sucursal Soriana Súper Plaza Fiesta San Agustín del municipio de San Pedro Garza García, Nuevo León, por su creciente demanda en ese momento, fue reconvertida al formato Soriana Híper, sin embargo en el año 2021, dicha sucursal ubicada en  el centro comercial Plaza Fiesta San Agustín regresó nuevamente al formato Soriana Súper tras su remodelación total de la tienda.
A mediados del año 2013, Soriana comenzó a reconvertir más sucursales de todos sus formatos a lo largo del país, esto siempre dependiendo de la cantidad de demanda que generen dichas sucursales en sus momentos, entre ellas la reconversión de la sucursal Soriana Súper Campeche Plaza Universidad de la ciudad de Campeche, Campeche al formato Soriana Express, esto particularmente debido a la baja afluencia que generaba la sucursal, así como la sucursal Soriana Súper Granada del municipio de Comalcalco, Tabasco, el cual también fue reconvertida al formato Soriana Express por el tamaño de población y por la ubicación de la sucursal, además de la baja demanda que percibía como Súper en ese momento. Más tarde, la sucursal Soriana Express Puerto Progreso del municipio de Puerto Progreso, Yucatán fue reconvertida al formato Soriana Súper por haber generado mayor demanda en su momento. En ese mismo año, las sucursales Soriana Súper Plaza Tutuli de Ciudad Obregón, Sonora y Soriana Súper Satélite de Ciudad Victoria, Tamaulipas, fueron reconvertidas al formato Soriana Híper esto también debido a la alta afluencia de clientes que generaban cada una de ellas en su momento.

## Cierre de sucursales en el país
Tras la compra de Gigante, a partir de mediados del año 2011, Soriana comenzó a reestructurarse empresarialmente y con ello ha realizado ajustes en sus formatos de tienda, entre ellos Soriana Súper. Sin embargo, entre estos ajustes, la compañía ha tendio que cerrar sus unidades bajo el formato Súper, cuyos cierres frecuentemente son por finalizar y/o no renovar su contrato de inmueble; por reportar bajas ventas en la sucursal; por baja rentabilidad; por algún desastre natural ocasionado como el caso del Terremoto de Chiapas y Oaxaca del 19 de septiembre de 2017 que afectó a la Ciudad de México; por ya contar en sus cercanías otra sucursal de Soriana, esto a consecuencia de la compraventa de las Tiendas Gigante y Comercial Mexicana o cerrar temporalmente para renovarse y llevar a cabo reconstrucciones desde cero de complejos comerciales por parte de Soriana en inmuebles o ubicaciones donde se cerraron las sucursales para dicha reconstrucción. 
En febrero de 2017, se cierra la sucursal Soriana Súper Plaza Fiesta Matamoros en Tamaulipas por la presencia de otra sucursal de Soriana en el centro comercial Plaza Fiesta Matamoros. Un año más tarde, en el mes de agosto de 2018 cierra definitivamente la tienda Soriana Súper Boulevard Tuxtla en la ciudad de Tuxtla Gutiérrez, Chiapas, esto debido a la poca rentabilidad que generaba la sucursal, provocando que el formato Soriana Súper se despidiera y abandonara de forma oficial el Estado de Chiapas, esto por ser la única del formato en dicha entidad del sureste del país. Tiempo más tarde, durante 2018, también termina su servicio la sucursal de Soriana Súper Tlaquepaque en el municipio de San Pedro Tlaquepaque, Jalisco en Plaza Río Nilo y a finales del mismo año se cierra la sucursal de Soriana Súper Plaza Las Américas en la ciudad de Toluca, Estado de México.
Durante inicios del 2020, la sucursal Soriana Súper San Bartolo, en el municipio de Naucalpan, en el Estado de México termina permanentemente el servicio de tienda por partida doble, primeramente debido a la cercanía con la tienda Soriana Mercado San Bartolo provocada por la compra de Comercial Mexicana y segunda, por órdenes de la COFECE en relación con la ya mencionada compra de Comercial Mexicana, siendo reemplazado en su espacio por una tienda Súper Chedraui, seguido de la sucursal del municipio de Cuautitlán Izcalli, Estado de México con la tienda Soriana Súper Nicolás Romero, debido a bajas ventas, siendo posteriormente reemplazado en su espacio por la tienda de telas Parisina. Posteriormente a esto, el 23 de septiembre de 2020, se cierra temporalmente la sucursal Soriana Súper Gavilanes en Zacatecas, Zacatecas, esto para llevar a cabo la reconstrucción desde cero de un complejo comercial por parte de Soriana, cuyo complejo comercial se inauguraría un año más tarde con la reapertura de una remodelada Soriana Súper Gavilanes junto con la apertura del primer City Club del Estado de Zacatecas.
El 1.º de marzo del año 2023 se da por terminada la operación de la tienda Soriana Súper Maldonado, ubicada en el municipio de Nuevo Laredo, Tamaulipas, originalmente era una tienda local llamada Maldonado, que posteriormente la compra la cadena Gigante, siendo más tarde reubicada a una nueva ubicación en una zona cercana a su tienda original ahora conocida como Soriana Súper López de Lara. Y durante el mismo año, el 31 de diciembre cierra la sucursal Soriana Súper Agua Caliente, de la ciudad fronteriza de Tijuana, Baja California Norte, para sustituirlo por un hotel de Tijuana.

## Reubicación y reconstrucción de sucursales
Para adaptarse a los tiempos actuales y ofrecer un mejor servicio a la población, desde la década de los 2020 Soriana ha tenido que realizar tanto reubicaciones como reconstrucciones desde cero de sus unidades como parte de su estrategia empresarial, los cuales han tenido que cerrar temporalmente para llevar a cabo dicha reubicación o reconstrucción.
En el mes de septiembre del año 2021 abre sus puertas la nueva ubicación de Soriana Súper Gavilanes, luego de su clausura y la nueva reubicación, junto al formato de club de precios de Soriana, denominado City Club en Zacatecas.
En mayo de 2023 abre la sucursal Soriana Súper Alameda Iglesias en Ciudad Juárez, Chihuahua, luego de que durante el año 2020, Soriana Híper Iglesias (antiguamente Carrefour Ciudad Juárez) cerrara sus puertas en febrero del mismo año, esto debido a la baja clientela que generaba la sucursal, por lo que en su espacio se construyó el centro comercial Alameda Iglesias Town Center.

## Eslóganes y promociones
A partir de su creación en 2008, Soriana Súper contó con promociones y lemas, mayoritariamente compartidos con sus formatos hermanos de la cadena Soriana, pero no fue sino hasta septiembre de 2011 cuando Soriana separó sus formatos empresarial y publicitariamente mediante la diversificación de sus formatos, y con ello Soriana Súper empezó a generar sus propias frases publicitarias para lograr una mayor rentabilidad, siendo el eslogan A tú alcance su primera frase exclusiva del formato Soriana Súper. Actualmente, desde agosto de 2020, Soriana Súper tiene como su emblema exclusivo la frase Tu Soriana Más Cercana y su alternativa Tu Soriana Más Cerquita, esto a raíz del tamaño de piso de ventas del formato Soriana Súper.

### Lemas utilizados

#### Frases compartidas con sus formatos hermanos de Organización Soriana
- Febrero - Abril 2008: Ahorra más, disfruta más (Frase utilizada a raíz de la compra de los Supermercados Gigante).
- Abril 2008 - 2010: El Súper Mexicano, aprecio por ti.
- 2011: En Soriana demostramos Aprecio por ti.
- 2015: Cambiamos Contigo (frase engendrada a raíz del cambio de imagen corporativo por parte de Soriana).
  - Acciones de Corazón (frase alternativa engendrada a raíz del cambio de imagen corporativo por parte de Soriana).
- 2016: «Comprobado: Julio es “El más regalado”; en Soriana y Comercial Mexicana» (usado entre los meses de junio y agosto tras la adquisición de más de 100 tiendas desincorporadas de Comercial Mexicana debido a su refundación. Primer Julio Regalado programado por las Tiendas Soriana).
- 2017: México es nuestro hogar, somos familia Soriana.
  - Junio - agosto de 2017: Julio Regalado es El Más Mexicano (Frase en campaña de Julio Regalado; compartido por transición con Comercial Mexicana, último Julio Regalado con la marca Comercial Mexicana hasta su desaparición el 31 de mayo de 2018)
  - Septiembre - octubre de 2017: En Soriana, somos familia con México (Frase creada a raíz de los terremotos de Chiapas y de Puebla, ocurridos en 2017)
  - Diciembre 2017: Cumple tus deseos y multiplica tu ahorro (Lema por ventas navideñas y de fin de año; compartido por transición con Comercial Mexicana).
- 2018: Ahorro a mi gusto (Compartido por transición con Comercial Mexicana hasta su desaparición oficial el 31 de mayo de 2018 así como con sus formatos hermanos Soriana Híper y MEGA Soriana)
  - Enero - febrero de 2018: Llegaron las Re-Rebajas (Compartido por transición con Comercial Mexicana y sus formatos hermanos Soriana Híper y MEGA Soriana)
  - Octubre - noviembre de 2018: 50 años de ser familia con México (esto debido al 50 aniversario de la compañía).
  - Junio - agosto de 2018: Ofertas de verdad sólo en Julio Regalado.
  - Martes y Miércoles del Campo; Naturaleza en tu mesa (Compartido con sus formatos hermanos Soriana Híper y MEGA Soriana y en su momento compartida por transición con Comercial Mexicana y, tras su desaparición, en reemplazo de la frase Martes de Mercado. Frase actual del martes y miércoles de frutas y verduras).
- 2019: Junio - agosto de 2019: ¡Julio es Regalado, sólo en Soriana! (Frase en campaña de Julio Regalado compartida con sus formatos hermanos Soriana Híper y MEGA Soriana)
- 2020: En Soriana, somos familia con México (Reutilización de la frase utilizada en 2017, debido a la Pandemia de COVID-19 en México.)
  - Junio - agosto de 2020: Este Julio Regalado y siempre en Soriana, Somos Familia con México (Frase en campaña de Julio Regalado compartida con sus formatos hermanos Soriana Híper y MEGA Soriana)
  - Agosto 2020 - actualidad: Soriana, la de todos los Mexicanos (Frase compartida con sus formatos hermanos Soriana Híper y MEGA Soriana en relación de publicidad en medios visuales)
- 2021: Junio - agosto de 2021: Tú pides, Julio Regalado manda (Frase en campaña de Julio Regalado, compartida con sus formatos hermanos Soriana Híper y MEGA Soriana)
- 2022: Junio - agosto de 2022: Con Julio lo Regalado te llega (Frase en campaña de Julio Regalado, compartida con sus formatos hermanos Soriana Híper y MEGA Soriana)
- 2023:  Junio - agosto de 2023: Con Julio de tu lado todo está Regalado (Frase en campaña de Julio Regalado, compartida con sus formatos hermanos Soriana Híper y MEGA Soriana)

#### Frases Exclusivas del formato Soriana Súper
- Septiembre de 2011 - diciembre de 2012: A tú alcance
- 2013: Hazlo Súper, ¡Ahorrando!
- Agosto 2020 - actualidad: Tu Soriana Más Cercana (Frase actual)
  - Agosto 2020 - actualidad: Tu Soriana Más Cerquita (Frase actual alternativo)